# Вржнавери
Вржнавери (итал. Vesnaveri) је насељено место у Републици Хрватској у Истарској жупанији. Административно је у саставу Града Пореча.

## Становништво
Према последњем попису становништва из 2001. године у насељу Јехнићи су живела 58 становника који су живели у 17 породичних и 3 самачка домаћинства.
Кретање броја становника по пописима 1857—2001.
| година пописа  | 1857. | 1869. | 1880. | 1890. | 1900. | 1910. | 1921. | 1931. | 1948. | 1953. | 1961. | 1971. | 1981. | 1991. | 2001. | 2011. |
| бр. становника | 0     | 0     | 49    | 37    | 59    | 60    | 0     | 0     | 83    | 80    | 70    | 51    | 54    | 66    | 58    | 74    |

Напомена:У 1857, 1869, 1921. и 1931. подаци су садржани у насељу Жбандај. Од 1880. до 1910. исказивано као део насеља под именом Веснавер.